# 개박하
개박하(Nepeta cataria)는 꿀풀과의 여러해살이풀이다. 캣닢(영어: catnip)이라고도 부른다.

## 생김새
각처의 산이나 들에 나는 여러해살이풀로 높이는 50-100cm이다. 전체에 흰색 털이 밀생하고, 줄기는 사각형, 윗부분에서 굵은 가지가 갈라진다. 잎은 마주나며 심장상 난형, 끝이 뾰족하고, 길이 3-6cm, 폭 2-3.5cm, 가장자리에 굵고 예리한 톱니가 있다. 잎자루는 길이 1-3cm이다. 꽃은 흰색, 자주색 점이 퍼져 있고, 원줄기나 가지 끝에 원추형으로 꽃이 밀집하며, 꽃차례의 길이 2-4cm, 꽃받침은 통모양, 털이 있고, 끝이 5갈래, 갈래는 침형이다. 화관은 하순 꽃잎이 가장 크고, 수술 4개 중 2개는 길다. 열매는 9~10월경에 타원형으로 달리고 길이는 1.5mm로 작으며 4개의 소견과이고 흑갈색이며 꽃받침 속에 들어 있다.

## 관리 및 번식법
- 관리법 : 화단이면 어느 곳에서나 잘 자란다
- 번식법 : 10월에 받은 종자는 바로 화분이나 화단에 뿌리거나 종자를 종이에 싸서 냉장보관 후 이듬해 봄에 뿌린다. 새싹이 올라오는 이른 봄에 포기나누기를 한다.

## 쓰임새
관상용, 꽃자루·잎은 약용
잎:고양이들의 음식